# Heinsius (patriciaatsgeslacht)
Heinsius (ook: Van Bosveld Heinsius) is een Nederlandse familie, die oorspronkelijk afkomstig zou zijn uit Ieper in Vlaanderen..

## Geschiedenis
De stamreeks begint met Olivier Heinsius. De gegevens van de eerste vier generaties berusten, volgens het Nederland's Patriciaat, op familieopgaven. De Nederlandse stamvader was de in Colchester in het Engelse graafschap Essex geboren Josias Heynus, die zich na zijn studie in Leiden als predikant eerst in 1599 in Katwijk en vervolgens in 1606 onder de naam Josias Heinsius in Delft vestigde. 
In 1911 kregen enkele leden van dit geslacht toestemming om de naam "van Bosveld" voor hun naam "Heinsius" te voegen.
In 1920 werd deze familie opgenomen in het genealogische naslagwerk het Nederland's Patriciaat.

## Enkele telgen
- Ds. Josias Heinsius (†1617), predikant te Katwijk  en te Delft
- Mr. Cornelis Heinsius (1672-1737), landschrijver en griffier in Land van Cuijk
- Cornelis Willem Heinsius (1735-1787), drossaard van Hilvarenbeek
- Daniel Jacob van Bosveld Heinsius (1850-1923), luitenant-kolonel der Infanterie